# Ch'ŏngjin
Ch'ŏngjin (en coréen : 청진, /tsʰʌŋ.dʑin/) est une ville portuaire et industrielle nord-coréenne de 627 000 habitants, située sur la mer du Japon (en coréen : « mer de l'Est »). Elle est le chef-lieu de la province du Hamgyong du Nord, dans le nord-est de la Corée du Nord.
Elle est surnommée la « ville du fer ».
Administrativement, elle se divise en sept districts.
Les montagnes Chilbo (en coréen : « les sept trésors enterrés »), situés à proximité de Chongjin en face de la mer, présentent un intérêt touristique, ainsi que le temple Kaesim, sur le mont Pothak, construit en 826 et représentatif de la dynastie Balhae.
La ville accueille un consulat russe.
Elle est reliée au Transsibérien en 2013.

## Histoire
La ville n'était à l'origine qu'un petit village de pêcheurs et s'est surtout développée à partir de 1908, avec l'occupation japonaise, sous le nom de Seishin. L’administration japonaise s’en est servie comme quartier général pour l’une des troupes d’invasion de la Mandchourie.
Cette ville est par la suite devenue un port pour l’activité minière et une ville industrielle.
L'industrie locale est spécialisée dans l'industrie sidérurgique, puis les industries chimiques et de matériaux de transport, situation industrielle dont elle doit le maintien à l’aciérie Kim Chaek.

## Divisions administratives
La ville de Ch'ŏngjin est constituée de sept arrondissements (ou cantons) (Kuyŏk), qui à leur tour sont subdivisés en quartiers (tong) et/ou en villages (ri).
- Ch'ŏngam (청암구역; 青岩區域)
- P'ohang (포항구역; 浦港區域)
- Puyun (부윤구역; 富潤區域)
- Ranam (라남구역; 羅南區域)
- Sinam (신암구역; 新岩區域)
- Songp'yŏng (송평구역; 松坪區域)
- Sunam (수남구역; 水南區域)

## Transports en commun
La ville de Chongjin est actuellement desservie par trois lignes de trolleybus et une ligne de tramway. Les lignes suivent les parcours suivants.
Tramway
- Sabong-Pongchon (사봉-봉천)

Trolleybus
- Ligne 1: Sabong - Hae-an (사봉-해안)
- Ligne 2: Ranam - Chongjin du sud (라남-남청진)
- Ligne 3: Gare de Chongjin - Chung-am (역천-정암)

Il y a également plusieurs stations dans la ville gérées par les chemins de fer d'État voyant des trains express et locaux, et des cars régulier.

## Personnalités liées à la commune
- Maria Tsoukanova (1924-1945), héroïne de l'Union soviétique, y est morte.
- Jihyun Park (1968-), professeure de mathématiques exilée, est originaire de la ville.